# Giardino della Lunetta Gamberini
Il giardino della Lunetta Gamberini, noto anche come “parco” per le sue ampie dimensioni e detto dai bolognesi semplicemente “Lunetta”, è un'area verde comunale di circa 14,5 ettari situata nel quartiere Santo Stefano di Bologna, posta tra via degli Orti, via Dagnini, Largo Lercaro e la ferrovia Bologna-Firenze.

## Storia
Il nome del parco proviene da una tipologia di costruzione militare, la lunetta appunto, che tra il 1860 e il 1867 costituiva un campo trincerato voluto dal gen. Manfredo Fanti, volta a creare una linea difensiva alle porte di Bologna. Tale dispositivo era composto da 17 lunette munite di cannoni e 9 forti.
Venuta meno l'importanza strategica e militare di Bologna, la trincea fu smantellata (1889) e furono conservati solo piccoli presidi, come una piccola fabbrica di fulminato di mercurio, che prese il nome dalla vicina Ca' Gamberini, appartenente alla famiglia Gamberini proprietaria di numerosi appezzamenti di terra nella vicina zona Santo Stefano. Dopo lo smantellamento, durato diversi decenni. negli anni cinquanta del '900 il sito era occupato da ruderi e campi coltivati. La famiglia Gamberini cedette il proprio terreno, e attraverso una serie di acquisizioni eseguite negli anni settanta l'area assunse le attuali dimensioni.
La sistemazione dell'area (144.523 m²) come parco pubblico ha avuto una lunga gestazione: l'architetto Paolo Bettini, progettista dell'Ufficio tecnico del Comune di Bologna dal 1969 al 1982, cominciò a progettarlo nel 1970 ed è stato completato nel 1985.
Sempre il Bettini, negli anni 1980-81 ha progettato il complesso che consta di palestra, centro sportivo e centro anziani, compresa la nuova facciata verso il parco delle tribune preesistenti. Il tutto è stato realizzato sotto la direzione di Michaela Veleanu e Marco Ferrari fra il 1983 e il 1985.

## Caratteristiche
Circondato da una folta siepe mista (alberi di Giuda, forsizie, sanguninelli, scotani e molti altri arbusti ornamentali) che lo ripara dai rumori del traffico, il giardino è composto da ampi prati e da alberi di tiglio, pioppi bianchi, platani e ippocastani. È presente, inoltre, un'area di sgambatura per i cani. Dall'ingresso di via Sigonio, oltre un prato alberato, si alza un rilievo, con le pendici rivestite di robinie, biancospini e olmi, che era probabilmente il nucleo centrale della vecchia postazione.
Il giardino ospita al suo interno anche vari plessi scolastici (nido, materne, elementari, medie), un centro sociale ricreativo culturale, aree gioco per bambini e il Centro sportivo Giorgio Bernardi. Diverse di queste strutture sono disposte in un lungo fabbricato, su un lato del quale è inserita una fontana dello scultore bolognese Nicola Zamboni.
(Francesco Merini, Da trincea a parco, le due vite della Lunetta in Corriere di Bologna, 5 giugno 2010)

## Sport
Il centro sportivo "Giorgio Bernardi" consta, oltre che di svariati campi all'aperto: basket, pallavolo, tennis, una piccola pista di pattinaggio e della palestra intitolata a Valeria Moratello (una giovane nuotatrice bolognese perita nella strage del Rapido 904 l'antevigilia di Natale del 1984), anche del campo da calcio che, attrezzato con i pali a “Y” e le opportune righe tratteggiate, è anche il campo di casa delle squadre di football americano Doves Bologna e Warriors Bologna (in passato, anche i Towers Bologna, i Braves Bologna e altre squadre hanno usato il campo per le partite interne).
Nel 1999, il centro fu intitolato all'ing. Giorgio Bernardi, delegato regionale del CONI che costruì l'impianto sportivo medesimo, così come altri importanti impianti in città.
Dal 2013 la gestione del centro è affidata alla RTI tra ASD Polisportiva Pontevecchio e AICS Comitato provinciale di Bologna.

### Football americano
La prima partita della Serie A di football americano vi venne giocata sabato 19 marzo 1983 e vide gli Effer 
Warriors Bologna pareggiare 12 – 12 con i Novalinea E. Angels Pesaro.
Il 12 luglio 2008 vi venne disputato il XXVIII Superbowl italiano, la finale del campionato italiano di football americano di primo livello gestito dalla NFL Italia, vinta dagli Hogs Reggio Emilia sui padroni di casa Warriors Bologna col punteggio di 28-14. In seguito al riconoscimento della FIDAF quale legittimo organizzatore della disciplina sportiva in Italia da parte del CONI, questa finale è stata considerata non ufficiale.
In occasione delle partite interne dei Guerrieri, il campo dato al football americano è denominato Alfheim Field e tale denominazione è consueta per i tifosi e la stampa : Alfheim Warriors è il nome completo della società sportiva e Álfheimr è il nome della dimora degli elfi nella mitologia norrena.
Il campo viene usato anche dalla squadra amatoriale master (over 45) Good Ol'Boys Bologna, che vi disputa un incontro annuale denominato Charity Bowl il cui ricavato va in beneficenza a FANEP, la onlus bolognese che aiuta bambini e ragazzi affetti da patologie neuropsichiatriche e disturbi del comportamento alimentare.
È - con il KPRO Stadium - uno dei due stadi che hanno ospitato il Campionato europeo di football americano Under-19 2019.